# Зетбер, Адольф
Адольф Зетбер (нем. Adolf Soetbeer; 23 ноября 1814, Гамбург, — 22 октября 1892, Гёттинген) — немецкий экономист.

## Биография
По образованию филолог, получил степень доктора философии за сочинение о мифическом элементе в произведениях Еврипида и некоторое время был учителем в Гамбурге. Написав книгу: «Des Stader Elbzolls Ursprung, Fortgang u. Bestand» (1839), был назначен секретарём торговой палаты в Гамбурге. За свои труды по гамбургской торговой статистике получил степень доктора права от кильского университета имени Христиана Альбрехта.
22 сентября 1866 года в газете «Bremer Handelsblatt» была опубликована статья Адольфа Зётберса (Зетбера), в которой предлагалось сделать флагом будущего единого немецкого государства полотнище из чёрной, белой и красной полос. Этот проект поддержал Отто фон Бисмарк, настоявший на включении в проект конституции Северогерманского союза описания флага.
В 1871 году был назначен почётным профессором Геттингенского университета. Написал массу исследований и статей, главным образом по вопросам денежного обращения и монетной политики. Он был решительным сторонником золотой валюты и энергично пропагандировал её введение в Германии. В области статистики международного денежного обращения Зетбер был признанным первоклассным авторитетом, но в спорных научных вопросах он высказывался с большой осторожностью: так, в известной полемике о причинах падения товарных цен он намеренно воздержался от категорического решения, и собранным им материалом воспользовались другие исследователи.
В 1892 году Зетбер выработал для брюссельской международной конференции план соглашения, в основу которого положена мысль утилизировать серебро, по его сложившейся в то время цене, в качестве всеобщей курантной монеты и, таким образом, обеспечить для него значительный спрос. План этот не имел успеха. Зетбер был убеждённым противником государственного социализма и фритредером.

## Труды
Важнейшие работы:
- «Denkschrift betreffend deutsche Münzeinigung» (Б., 1869);
- «Die 5 Milliarden» (Б., 1874);
- «Edelmetallproduction u. Werthverhältniss zwischen Gold u. Silber seit d. Entdeckung Amerikas bis z. Gegenwart» (Гота, 1879);
- «Umfang u. Vertheilung d. Volkseinkommens im preussischen Staate 1872—1878» (Лпц., 1879);
- «Materialien z. Erläuterung u. Beurteilung der wirtschaftlichen Edelmetallverhältnisse u. der Währungsfrage» (2 изд., Б., 1886);
- «Graphische Darstellungen in Bezug auf die Silberfrage» (Б., 1886);
- «Litteraturnachweis über Geld u. Münzwesen, insbesondere über den Währungsstreit 1871—1891» (Б., 1892).

Зетбер перевёл на немецкий язык, с примечаниями, Принципы политической экономии Дж. С. Милля.